# Motley (Wirginia)
Motley – jednostka osadnicza w Stanach Zjednoczonych, w stanie Wirginia, w hrabstwie Pittsylvania.